# FICO
FICO — розробник програмного забезпечення, направлених на прийняття зважених та обґрунтованих рішень. В портфель продуктів FICO входять аналітичні системи для автоматизації, оптимізації та уніфікації процесів прийняття рішень у всіх сферах діяльності підприємства (організації). Штаб-квартира компанії знаходиться в Міннеаполісі, Міннесота (США).
Продукти FICO використовуються провідними світовими банками та фінансовими установами США. У фінансовій галузі продукти компанії застосовуються в першу чергу для прийняття рішень на всіх етапах роботи з кредитами. Загалом рішеннями компанії користуються клієнти з понад 80 країн. Компанія FICO також допомагає приватним особам покращити свій кредитний рейтинг через спеціалізований сайт компанії.

## Історія
Компанія заснована в 1956 році як «Fair, Isaac and Company» (FICO) інженером Білом Фером (Bill Fair) та математиком Ерлом Ісааком (Earl Isaac). Спершу штаб-квартира компанії була розташована в Сан Рафаел (Каліфорнія, США). У 2003 році компанія була перейменована в «Fair Isaac Corporation».

### Переїзд штаб-квартири
Спочатку FICO базувалася в Сан-Рафаелі, штат Каліфорнія, а у 2004 році перенесла свій головний офіс в Міннеаполіс, штат Міннесота. У 2013 році компанія перенесла свій головний офіс в Сан-Хосе, штат Каліфорнія. У 2016 році компанія відкрила офіс в Бозмен, штат Монтана, який згодом став її штаб-квартирою.

## Продукти
- FICO Debt Manager — рішення для автоматизації повного циклу роботи з простроченою заборгованістю
- FICO Capstone Decision Accelerator — продукт, який автоматизує діяльність по прийняттю рішень щодо видачі кредитів
- FICO Blaze Advisor — рішення для управління бізнес-правилами.

## Виноски
1. ↑  Global LEI index
2. ↑  http://www.myFICO.com [Архівовано 23 квітня 2022 у Wayback Machine.].
3. ↑  Fost, Dan (11 травня 2004). Fair Isaac moving its hub / Most company executives already... SFGATE (англ.). Процитовано 5 грудня 2023.
4. ↑  News, Pete Carey | Mercury; Group, Bay Area News (3 січня 2013). FICO moves headquarters to San Jose. The Mercury News (амер.). Процитовано 5 грудня 2023.
5. ↑  Silicon Valley Analytics Pioneer FICO Announces Expansion in Bozeman, Montana. www.fico.com (англ.). Процитовано 5 грудня 2023.